# 부동산114
부동산114는 대한민국의 종합 부동산 포털 사이트이다. 지난 1999년 인터넷 부동산 정보업체인 '모두넷'으로 설립되어 2001년 부동산114로 법인명을 변경했으며, 방대한 부동산 시장 데이터베이스와 폭넓은 중개 네트워크를 갖추고 있다. 주요 사업으로는 매물등록 플랫폼, 데이터 및 솔루션 판매, 리서치·컨설팅 등이 있으며, 시세를 비롯한 매물, 분양, 시장 분석 정보를 제공한다.

## 연혁
| 연도 | 내용                                                  |
| ---- | ----------------------------------------------------- |
| 2018 | 현대산업개발 그룹 편입                                |
| 2015 | 서울시 민간주택 공가 임대지원 서비스 업무협약         |
| 2014 | 서울시 서울부동산정보광장 內 시세, 매물 제공          |
| 2013 | 국토교통부 건축 데이터 민간개방 시범사업자 선정       |
| 2012 | 한국인터넷자율정책기구 부동산 매물 클린 관리센터 참여 |
| 2008 | 미래에셋 그룹 편입                                    |
| 2007 | 중소기업청 기술혁신형 중소기업 인증                   |
| 2005 | 부동산데이터베이스연구소 인가(한국산업기술진흥협회)   |
| 2001 | 부동산114 주식회사로 법인명 변경                      |
| 1999 | 주식회사 모두넷 법인 설립                             |

## 주요 서비스
- 매물/시세: 아파트, 오피스텔, 빌라, 사무실, 상가 등 약 20여가지 부동산 종류의 매물정보, 실거래가, 시세정보 제공
- 매물의뢰: 사용자가 보유한 부동산 매물 또는 찾고 있는 부동산 매물을 등록 시 부동산114 회원중개사가 매물을 팔아주거나 찾아주는 매칭 서비스 제공
- 직거래: 사용자가 직접 매물정보를 등록하여 거래할 수 있는 직거래 플랫폼 제공
- 분양: VR분양관, 분양일정, 입주정보, 입주가이드, 청약전략, 지역 개발 정보 등 분양관련 정보 제공
- 리서치: 부동산 관련 뉴스, 칼럼, 상식과 아파트 심층 분석보고서, 오피스텔 모의투자 보고서 등 부동산 투자 및 시장 이해를 위한 정보 제공
- 창업지원: 점포, 상가건물, 프랜차이즈 정보 제공, 상권분석 및 창업관련 부가정보 제공
- 어플리케이션
  - 부동산114: 매물정보, 부동산 뉴스 및 상식, 분양정보 등 종합 부동산 정보 제공 앱
  - 방콜: 원룸, 투룸, 쉐어하우스 등 방 매물 정보를 검색하고, 공유할 수 있는 부동산 앱
  - 부동산GO: 증강현실(AR)을 이용하여 건물과 토지의 가격정보, 매물정보 등을 확인할 수 있는 앱

## 계열사
- HDC: HDC그룹 지주회사
- HDC현대산업개발: 종합 부동산 및 인프라 건설
- HDC현대EP: 복합수지, 자동차 및 전기/전자용 소재 등 신소재 사업
- HDC아이콘트롤스: 홈 네트워크, 빌딩 관리 시스템
- HDC아이서비스: 부동산종합관리, 부동산자산관리, 인테리어, 조경사업 등 부동산 종합 서비스
- HDC아이파크몰: 아이파크몰 개발 및 운영
- HDC영창: 악기생산 및 음향사업, 구)영창피아노
- HDC아이앤콘스: 리모델링 및 소규모 부동산 개발사업
- HDC호텔: 파크하얏트호텔, 파크로쉬 운영
- HDC현대PCE: 건설자재 생산, 조립
- HDC스포츠: K리그 부산 아이파크
- HDC자산운용: 간접투자자산운용업
- HDC신라면세점: ‘HDC’와 호텔신라와 합작 설립한 ‘HDC신라면세점’ 법인